# Aloïs Bossy
Pour les articles homonymes, voir Bossy.
Aloïs ou Aloys Bossy, né le 7 novembre 1844 à Givisiez et mort le 12 mars 1913 à Vevey, est une personnalité politique suisse, membre du parti conservateur.
Il est conseiller d'État du canton de Fribourg de 1880 à 1906, à la tête de la Direction de l'intérieur. Il siège en parallèle au Conseil des États de 1884 à 1898, puis au Conseil national jusqu'en 1906.

## Source
- Georges Andrey, John Clerc, Jean-Pierre Dorand et Nicolas Gex, Le Conseil d’État fribourgeois : 1848-2011 : son histoire, son organisation, ses membres, Fribourg, Éditions La Sarine, 2012, 143 p. (ISBN 978-2-88355-153-4, lire en ligne), p. 51
- Christine Fracheboud, « Bossy, Aloys » dans le Dictionnaire historique de la Suisse en ligne, version du 10 mars 2011.